# Mahir Emreli
Mahir Mahir oglji Emreli (azerski: Mahir Mahir oğlu Emreli, ruski: Махир Махир оглы Эмрели), prije Mahir Anar oglji Madatov (azerski: Mahir Anar oğlu Mədətov, ruski: Махир Анар оглы Мадатов) (Tver, 1. srpnja 1997.) azerbajdžanski je nogometaš koji igra na poziciji napadača. Trenutačno igra za Kaiserslautern.

## Klupska karijera

### Bakı
Tijekom svoje omladinske karijere igrao je za klub Bakı. Za taj je klub kao senior debitirao 27. rujna 2014. u utakmici Azerbajdžanske Premier lige u kojoj je Araz-Naxçıvan poražen 2:1. Za klub je odigrao 16 utakmica u sezoni 2014./15. te niti jednom nije bio strijelac.

### Qarabağ

#### Sezona 2015./16.
Dana 16. srpnja 2015. potpisao je trogodišnji ugovor s Qarabağom. Za Qarabağ je debitirao i postigao svoj prvi gol u utakmici Azerbajdžanske Premier lige protiv Şüvəlana koja je završila 0:2. Dana 3. travnja 2016. postigao je dva gola u ligaškoj utakmici u kojoj je Xəzər Lənkəran poražen 1:2.

#### Sezona 2016./17.
U UEFA Europskoj ligi debitirao je 15. rujna 2016. u utakmici protiv Slovana iz češkog grada Liberec koja je završila 2:2.

#### Sezona 2017./18.
Postigao je dva gola i jednu asistenciju 11. kolovoza 2017. protiv Neftçija koji je poražen 1:3. U UEFA Ligi prvaka debitirao je 12. rujna kada je Chelsea dobio Qarabağ 6:0. Deset dana kasnije postigao je dva pogotka u ligaškom susretu u kojem je Sumqayıt poražen 1:4. Postigao je gol i asistenciju 26. studenog u ligaškoj utakmici koju je Zirə izgubila 2:3.

#### Sezona 2018./19.
Postigao je jedina dva gola u ligaškoj utakmici odigranoj 18. kolovoza 2018. protiv Səbaila. Tri gola i jednu asistenciju postigao je 3. prosinca u ligaškoj utakmici protiv Keşla koja je završila 5:1. Dana 1. travnja 2019. postigao je dva gola u utakmici prvenstva protiv Sumqayıta koji je poražen 0:6. Postigao je hat-trick 5. svibnja kada je Qarabağ u ligi dobio Səbail 4:0. Šest dana kasnije postigao je dva gola u ligaškom susretu protiv Neftçija koji je izgubio utakmicu 2:3. Sa 16 postignutih pogodaka bio je najbolji strijelac lige.

#### Sezona 2019./20.
U utakmici prvog kola lige postigao je gol i dvije asistencije protiv Səbaila koji je izgubio utakmicu rezultatom 0:4. Dana 1. rujna postigao je gol i asistenciju u ligaškoj utakmici protiv kluba Zirə koja je završila 0:6. Postigao je gol i asistenciju 20. prosinca 2019. u utakmici Azerbajdžanskog nogometnog kupa koju je izgubila Keşla rezultatom 1:3. Sa sedam postignutih pogodaka, dijelio je s još tri igrača titulu najboljeg strijelca sezone koja je prekinuta zbog pandemije COVID-19.

#### Sezona 2020./21.
U prvom ligaškom susretu sezone 2020./21. postigao je jedina dva gola na utakmici protiv Sabaha. Dana 1. studenog postigao je dva gola u ligaškom susretu protiv kluba Keşla kojeg je Qarabağ pobijedio 6:1. Tjedan dana kasnije postigao je gol i dvije asistencije protiv Neftçija koji je izgubio tu ligašku utakmicu 0:6. U ligaškom susretu odigranom 28. siječnja 2021. protiv Səbaila kojeg je Qarabağ dobio 4:0, Emreli je dva puta bio strijelac. Postigao je dva gola 1. veljače u utakmici kupa u kojoj je Qarabağ pobijedio klub Qəbələ 3:1. Protiv istog je protivnika postigao gol i asistenciju u ligaškoj utakmici odigranoj 2. ožujka koja je završila 3:0. Posljednji klupski hat-trick postigao je protiv istog kluba 25. travnja kada je on poražen s visokih 0:5. Postigavši 18 ligaških pogodaka, Emreli je bio drugi najbolji strijelac lige. 
Za Qarabağ je sveukupno postigao 67 gola i 27 asistencija u 188 utakmica, uključujući 59 gola i 23 asistencije u 127 utakmica Azerbajdžanske Premier lige.

### Legia Varšava
Dana 8. lipnja 2021. Emreli je potpisao ugovor s Legijom Varšavom do lipnja 2024. Devet dana kasnije debitirao je i postigao svoj prvi gol za klub i to u prijateljskoj utakmici u kojoj je Legia pobijedila austrijskog niželigaša SK Bischofschofen 5:0. Za Legiju je službeno debitirao te pritom postigao dva gola 7. srpnja u utakmici 1. kvalifikacijskog kola UEFA Lige prvaka 2021./22. u kojoj je norveški klub Bodø/Glimt poražen 2:3. Deset dana kasnije postigao je gol u utakmici superkupa za 1:1. Taj rezultat ostao je do 120. minute kada su izvedeni penali koji su donijeli konačnu pobjedu klubu Raków Częstochowa. U Ekstraklasi, poljskoj nogometnoj ligi, Emreli je debitirao 31. srpnja protiv Radomiak Radoma od kojeg je Legia izgubila 3:1. Legia je ispala u trećem kvalifikacijskom kolu UEFA Lige prvaka 2021./22. od zagrebačkog Dinama, stoga je igrala doigravanje za plasman u UEFA Europsku ligu 2021./22. Emreli je postigao gol u prvoj utakmici doigravanja odigranoj 19. kolovoza protiv Slavije Prag s kojom je Legia igrala 2:2. Sedam dana kasnije postigao je dva pogotka u uzvratnoj utakmici koja je završila 2:1. Tom je pobjedom Legia ostvarila plasman u UEFA Europsku ligu 2021./22. U tom je natjecanju debitirao 15. rujna kada je Spartak iz Moskve poražen s minimalnih 0:1. Svoj prvi ligaški gol postigao je četiri dana kasnije, 19. rujna, protiv kluba Górnik Łęczna kojeg je Legia pobijedila 3:1.  U kupu je debitirao te pritom postigao svoj prvi gol u tom natjecanju tri dana kasnije protiv kluba Wigry Suwałki koji je ispao iz natjecanja izgubivši utakmicu 3:1.  Dana 30. rujna protiv Leicester Cityja postigao je svoj prvi pogodak u UEFA Europske lige, ujedno i jedini na toj utakmici.
U prosincu 2021. Emreli je bio jedan od žrtava huliganskog napada na klupski autobus prilikom povratka momčadi Legije s ligaške utakmice protiv kluba Wisła Płock. Nakon tog incidenta, Emreli je odlučio da više neće igrati za Legiju. Dana 2. veljače 2022. Emreli je raskinuo ugovor s Legijom. Za Legiju je postigao 11 golova i 2 asistencije u 33 utakmice.

### Dinamo Zagreb
Dana 2. veljače 2022. Emreli je potpisao ugovor sa zagrebačkim Dinamom. Legija je bila dužna Dinamu milijun eura jer je od njega u rujnu 2021. kupila Lirima Kastratija za 1,2 milijuna eura, no do prosinca je Dinamo dobio samo 200 tisuća eura. Dinamo je odlučio oprostiti Legiji dug pod uvjetom da Emreli napusti Legiju i potpiše za Dinamo. Za Dinamo Zagreb debitirao je 17. veljače zamijenivši Denija Jurića u 57. utakmici UEFA Eurospke lige 2021./22. u kojoj je Sevilla pobijedila Dinamo Zagreb 3:1. U 1. HNL debitirao je 5. ožujka kada je Dinamo pobijedio Šibenik 3:0. Svoj prvi gol za klub postigao je 10. travnja u ligaškoj utakmici u kojoj je Rijeka izgubila 1:2.
Dana 6. listopada 2022. FIFA je suspendirala Emrelija zbog njegovog duga prema Legiji Varšavi koji iznosi 100 tisuća eura. Emreli je suspenzijom dobio zabranu igranja nogometnih utakmica. Idućeg je dana Emreli platio Legiji Varšavi 105 tisuća eura. FIFA je ukinula Emrelijevu suspenziju 10. listopada.
Dana 13. studenoga postigao je dva gola u ligaškoj utakmici protiv Rijeke koja je poražena s visokih 2:7.

### Konyaspor (posudba)
Dana 11. veljače 2023. Dinamo je posudio Emrelija Konyasporu do kraja sezone uz mogućnost otkupa. Za Konyaspor je debitirao 5. ožujka u ligaškoj utakmici protiv Giresunspora koja je završila bez golova. Svoj klupski prvijenac postigao je 19. travnja kada je Konyaspor izgubio 1:2 od kluba Adana Demirspor.

### Povratak s posudbe
Dana 29. srpnja 2023. u utakmici HNL u kojoj je Istra 1961 poražena 0:3, Emreli je asistirao Luki Ivanušecu za 0:1, a Ivanušec Emreliju za 0:2. Postigao je gol i asistenciju 24. rujna u ligaškoj utakmici protiv Rudeša koji je izgubio utakmicu 1:5.

### Nürnberg
Emreli je 6. kolovoza 2024. potpisao ugovor s Nürnbergom. Debitirao je 21. rujna u utakmici 2. Bundeslige u kojoj je Nürnberg  izgubio 0:2 od Herthe. Svoj prvi klupski pogodak postigao je 20. listopada u ligaškom susretu protiv Greuther Fürtha koji je završio 0:4. Deset dana kasnije debitirao je u kupu te pritom postigao pogodak protiv Hoffenheima koji je eliminirao Nürnberg 2:1. U svom posljednjem nastupu za Nürnberg postigao je hat-trick u susretu zadnjeg kola lige protiv Eintracht Braunschweiga koji je završio 1:4.

### Kaiserslautern
Potpisao je ugovor s Kaiserslauternom 24. lipnja 2025.

## Reprezentativna karijera
Tijekom svoje omladinske karijere igrao je za selekcije Azerbajdžana do 17, 19, 21 i 23 godine.
Sa selekcijom do 23 godine osvojio je Igre islamske solidarnosti 2017. Postigao je dva gola u finalnoj utakmici natjecanja u kojoj je Oman poražen 2:1.
Za A selekciju Azerbajdžana debitirao je 9. ožujka 2017. u prijateljskoj utakmici u kojoj je Katar poražen 1:2. Svoj prvi pogodak za A selekciju postigao je 29. svibnja 2018. protiv Kirgistana kojeg je Azerbajdžan dobio 3:0. Dana 13. lipnja 2022. postgao je pogodak i asistenciju u utakmici UEFA Lige nacija 2022./23. odigrane protiv Bjelorusije koju je Azerbajdžan dobio 2:0.

## Osobni život
Godine 2019. Mahirovi roditelji su se rastali te se njegov otac oženio stilisticom. U znak protesta, Mahir je odlučio promijeniti svoje prezime iz Madatov koje je nosio njegov otac, u Emreli, djevojačko prezime svoje majke. Također, promijenio je svoj patronim iz Anar u svoje osobno ime Mahir.

## Priznanja

### Individualna
- Najbolji strijelac Azerbajdžanske Premier lige: 2018./19., 2019./20.

### Klupska
Qarabağ
- Azerbajdžanska Premier liga: 2015./16., 2016./17., 2017./18., 2018./19., 2019./20.
- Azerbajdžanski nogometni kup: 2015./16., 2016./17.

Dinamo Zagreb
- 1. HNL/HNL: 2021./22., 2022./23., 2023./24.
- Hrvatski nogometni kup: 2023./24.
- Hrvatski nogometni superkup: 2022., 2023.

### Reprezentativna
Azerbajdžan do 23 godine
- Igre islamske solidarnosti: 2017.

## Vanjske poveznice
- Profil, Dinamo Zagreb
- Profil, Soccerway
- Profil, Transfermarkt